# Cruz Roja de Corea del Norte
La Cruz Roja de Corea del Norte (en hangul, 조선민주주의인민공화국 적십자회; McCune-Reischauer, Chosŏn Minjujuŭi Inmin Konghwaguk Chŏksipcha) es la delegación norcoreana del Movimiento Internacional de la Cruz Roja y de la Media Luna Roja, cuyo fin es aliviar el dolor humano mediante atenciones inmediatas de acuerdo a cada situación en particular. Fue fundada como la Sociedad de la Cruz Roja de Corea del Norte el 18 de octubre de 1946.
El 11 de mayo de 1946, la IRJC admitió la incorporación de Corea del Norte. Esta admisión tuvo una gran importancia simbólica, ya que el régimen de Corea del Norte permaneció al margen de la mayoría de las organizaciones internacionales durante décadas. Sin embargo, el diario surcoreano The Chosun Ilbo calificó a la RCS de la RPDC como "una agencia estatal con un nombre engañoso". Fue fundada formalmente el 18 de octubre del mismo año, en Pyongyang. 

## Historia
La sociedad se fundó como "Sociedad de la Cruz Roja de Corea del Norte" el 18 de octubre de 1946. En diciembre de 1948 pasó a llamarse "Sociedad de la Cruz Roja de la República Popular Democrática de Corea", mediante la Decisión núm. 101 del Gabinete de Corea del Norte. En 1950 se había convertido en una organización de ámbito nacional. Fue admitido en la Federación Internacional de Sociedades de la Cruz Roja y de la Media Luna Roja (FICR) el 11 de mayo de 1956. Esta admisión tuvo una gran importancia simbólica para Corea del Norte, ya que el régimen había estado aislado de casi todas las organizaciones internacionales como las Naciones Unidas, a la que ingresó en 1991. Una de las tareas originales de la sociedad fue la prevención de enfermedades infecciosas que alguna vez fueron prevalentes, como la tuberculosis.
La RCS de la RPDC tuvo un papel destacado después de la guerra de Corea. La sociedad proporcionó a la población alimentos, ropa, ropa de cama y servicios médicos en hospitales provinciales y puestos de primeros auxilios.
En 1971, los coreanos de ambos lados se reunieron oficialmente y se dieron la mano por primera vez, durante la entrega de una carta de la Cruz Roja de Corea del Norte aceptando una propuesta de la Cruz Roja Nacional de Corea del Sur para la investigación conjunta de los problemas de las familias separadas por la división de la península. Las reuniones preliminares entre las delegaciones de ambas entidades se llevaron a cabo en múltiples ocasiones a finales de año. Las dos sociedades se reunieron unas 30 veces durante el año siguiente y llegaron a un acuerdo preliminar. Luego, en 1973, el progreso se estancó.
La Ley de la Cruz Roja de la República Popular Democrática de Corea define con más detalle su función y fue aprobada por el Decreto 2113 del Presidium de la Asamblea Suprema del Pueblo el 10 de enero de 2007.
La RCS de la RPDC participó en la repatriación de coreanos japoneses en 1959 y en la devolución de "prisioneros de larga duración no convertidos", prisioneros leales a Corea del Norte en Corea del Sur, en 1993 y 2000. La RCS de la RPDC también ha trabajado en reuniones familiares para familias separadas por la guerra de Corea.
En 2016 la sociedad celebró su 70 aniversario y socios extranjeros del Movimiento Internacional de la Cruz Roja y de la Media Luna Roja visitaron el condado de Sinyang para conocer los programas para mejorar la producción de alimentos y aumentar la conciencia local sobre los desastres naturales.

## Actividades
Administrativamente, la Cruz Roja de Corea del Norte tiene comités a nivel central, provincial, municipal y de condado. Su secretario general es Ri Ho-rim, el presidente es Kang Su-rin, el vicepresidente ejecutivo es Paek Yong-ho y los vicepresidentes Kim Hyong-hun y Ri Chung-bok. La organización tiene su sede en el Distrito Central de Pionyang. El periódico conservador de Corea del Sur, The Chosun Ilbo, lo ha llamado "una agencia estatal con un nombre engañoso".
La RCS de la RPDC a menudo participa activamente auxiliando en caso de inundaciones, ya que las inundaciones en Corea del Norte siguen siendo una preocupación humanitaria importante. Otros problemas humanitarios importantes relacionados con las inundaciones y que enfrenta la Federación Internacional son los daños al suministro de agua en las comunidades urbanas y rurales, los daños a la infraestructura, los deslizamientos de tierra, la necesidad de ayuda alimentaria, la falta de vivienda y las enfermedades de origen hídrico. A partir de 2016, la deforestación sigue siendo una de las principales causas de los desastres naturales. Corea del Norte también envió ayuda a Corea del Sur después de las inundaciones ocurridas en agosto y principios de septiembre de 1984. Las otras actividades humanitarias y de socorro de la sociedad en el extranjero se han dirigido a China, Japón, India, Irán, la ex Unión Soviética, Argentina, Jamaica, Egipto y Benín. y Somalia.
En la actualidad, cuenta con más de 3300 voluntarios, y más de un millón de socios, entre ellos el líder del país, Kim Jong-un. En 2013, sus programas llegaron a 8,89 millones de norcoreanos. Se han implementado programas de atención de la salud centrados en mujeres y niños en 56 ciudades.
Además, opera el Hospital de la Cruz Roja de Pionyang, que está considerado entre los mejores de Corea del Norte.